# (3894) Williamcooke
(3894) Williamcooke est un astéroïde de la ceinture principale.

## Description
(3894) Williamcooke est un astéroïde de la ceinture principale. Il fut découvert le 14 août 1980 à Bickley par Peter Jekabsons et Michael P. Candy. Il présente une orbite caractérisée par un demi-grand axe de 2,63 UA, une excentricité de 0,17 et une inclinaison de 13,4° par rapport à l'écliptique.

## Compléments